# Roxy Petrucci
Roxy Petrucci (ur. jako Roxanne Dora Petrucci, 17 marca 1962 w Rochester w stanie Michigan) – amerykańska perkusistka rockowa, znana z przynależności do zespołów Vixen i Madam X.